# Hyles insidiosa
Hyles insidiosa är en fjärilsart som beskrevs av Nicolas Grigorevich Erschoff 1874. Hyles insidiosa ingår i släktet Hyles och familjen svärmare. Inga underarter finns listade i Catalogue of Life.